# Бородниця судетська
Бородниця судетська (Barbilophozia sudetica) — вид печіночників порядку юнгерманіальних (Jungermanniales).

## Поширення
Батьківщиною є Європа, Азія, Північна Америка.